# Премії НАН України імені видатних учених України
Премії НАН України імені видатних учених України — премії, які щорічно присуджує Національна академія наук України на підставі проведених у відповідних відділеннях НАН України конкурсів.

## Історія
Перша з премій видатних учених України (Премія НАН України імені Л. В. Писаржевського) була заснована у 1939 році. Першим лауреатом цієї премії за підсумками конкурсу 1940 року став Ілля Ілліч Черняєв. Перше вручення відбулося 1941 року і тривало до 1943 року. Надалі ця премія з невідомих причин не вручалася до прийняття Радою Міністрів УРСР нової постанови у 1964 році. Перше вручення після перерви відбулося наступного 1965 року. 1946 року було засновано премію і золоту медаль імені І. І. Мечникова. Однак вона теж з невідомих причин не вручалася до 1996 року. Того ж 1946 року було засновано також премію імені О. О. Богомольця, однак перше вручення відбулося лише у 1954 році.

## Загальний опис
Преміями відзначаються вчені, які опублікували найкращі наукові праці, здійснили винаходи і відкриття, що мають важливе значення для розвитку науки і економіки України.
Вручення премій імені видатних учених України проводиться Президією НАН України щороку на Загальних зборах НАН України.
Розмір премії визначається щороку Президією НАН України. Наприклад, за підсумками конкурсів 2009 р., проведених відділеннями Національної академії наук України, встановили розмір для кожної з премій імені видатних учених України у сумі 6 000 грн.
У конкурсі на здобуття іменних премій можуть брати участь:
- дійсні члени і члени-кореспонденти Національної академії наук України незалежно від місця їх постійної роботи;
- окремі особи, які працюють в наукових установах, вищих навчальних закладах, на підприємствах і в організаціях, розташованих на території України;
- колективи авторів, які виконали запропоновану на здобуття іменної премії роботу, якщо більшість авторів працює в установах, розташованих на території України.

На здобуття іменних премій можуть бути висунені:
- наукові праці лише після того, як мине не менше шести місяців, але не більше п'яти років після їх публікації;
- винаходи і відкриття — після їх впровадження у народне господарство.

На конкурс не приймаються роботи, які були удостоєні:
- Роботи, які були відзначені Державною премією,
- іменних премій Російської АН,
- іменних премій НАН України,
- іменних премій галузевих академій країн СНД,
- спеціальних премій інших відомств, які присуджують за конкурсами.

Не можна також висувати на конкурс збірники наукових праць більш ніж трьох авторів.
Право висувати роботи на здобуття премій імені видатних учених України надається дійсним членам і членам-кореспондентам НАН України, науковим установам, вищим навчальним закладам; дослідним лабораторіям і станціям, конструкторським бюро; науково-технічним радам міністерств і відомств України; науковим радам з проблем науки; технічним радам промислових підприємств; науковим та інженерно-технічним асоціаціям і товариствам.
Повідомлення про присудження премій імені видатних учених України публікується в журналі «Вісник Національної академії наук України».
Роботи, за які присуджено іменні премії, передаються на зберігання до Національної бібліотеки України ім. В. І. Вернадського.

## Види премій
Станом на 2018 рік існувало 78 премій імені видатних учених України. Станом на 2018 рік вручається 75 премій (премії імені Д. З. Мануїльського та імені О. Г. Шліхтера скасовані після здобуття Незалежності України 1992 року, премію НАН України імені В. І. Вернадського не присуджують з 2007 року у зв'язку із заснуванням Золотої медалі імені В. І. Вернадського), кожна з періодичністю раз на 3 роки. Кожного року присуджують не більше 25 премій.
| Премія                                                | Рік зас- нування      | На честь кого премія                   | Премійовані роботи | Відділення НАН України                                              |
| ----------------------------------------------------- | --------------------- | -------------------------------------- | --- | ------------------------------------------------------------------- |
| Премія НАН України імені М. М. Амосова (медицина)     | 2003                  | Амосов Микола Михайлович               | за видатні наукові роботи в галузі кардіо- та судинної хірургії і трансплантології                                                                                                 | Відділення біохімії, фізіології і молекулярної біології НАН України |
| Премія НАН України імені М. М. Амосова (кібернетика)  | 2003                  | Амосов Микола Михайлович               | за видатні роботи в галузі біокібернетики, проблем штучного інтелекту та розробки нових інформаційних технологій                                                                   | Відділення інформатики НАН України                                  |
| Премія НАН України імені О. К. Антонова               | 1997                  | Антонов Олег Костянтинович             | за видатні досягнення в галузі технічної механіки та літакобудування | Відділення механіки НАН України                                     |
| Премія НАН України імені О. І. Ахієзера               | 2018                  | Ахієзер Олександр Ілліч                | за видатні наукові роботи в галузі теоретичної фізики та фізики плазми | Відділення ядерної фізики та енергетики НАН України                 |
| Премія НАН України імені М. П. Барабашова             | 1987                  | Барабашов Микола Павлович              | за видатні роботи в галузі фізики планет, зірок і галактик | Відділення фізики і астрономії НАН України                          |
| Премія НАН України імені М. М. Боголюбова             | 1992                  | Боголюбов Микола Миколайович (старший) | за видатні наукові роботи в галузі математики і теоретичної фізики | Відділення математики НАН України                                   |
| Премія НАН України імені О. О. Богомольця             | 1946                  | Богомолець Олександр Олександрович     | за видатні наукові роботи в галузі фізіології та патофізіології | Відділення біохімії, фізіології і молекулярної біології НАН України |
| Премія НАН України імені С. Я. Брауде                 | 2007                  | Брауде Семен Якович                    | за видатні наукові роботи в галузі радіофізики і радіоастрономії | Відділення фізики і астрономії НАН України                          |
| Премія НАН України імені О. І. Бродського             | 1997                  | Бродський Олександр Ілліч              | за видатні наукові роботи в галузі теорії хімічної будови, кінетики та реакційної здатності                                                                                        | Відділення хімії НАН України                                        |
| Премія НАН України імені М. П. Василенка              | 1991                  | Василенко Микола Прокопович            | за видатні наукові роботи в галузі держави і права України | Відділення історії, філософії та права НАН України                  |
| Премія НАН України імені В. І. Вернадського           | 1972 (скасована 2007) | Вернадський Володимир Іванович         | за видатні наукові роботи в галузі геології, геофізики і гідрофізики | Відділення наук про Землю НАН України                               |
| Премія НАН України імені Б. І. Вєркіна                | 1997                  | Вєркін Борис Ієремійович               | за видатні наукові роботи в галузі фізики і техніки низьких температур | Відділення фізики і астрономії НАН України                          |
| Премія НАН України імені Д. В. Волкова                | 2007                  | Волков Дмитро Васильович               | за видатні роботи у галузі теорії ядра та фізики високих енергій | Відділення ядерної фізики та енергетики НАН України                 |
| Премія НАН України імені Г. А. Гамова                 | 2021                  | Гамов Георгій Антонович                | за видатні наукові результати в галузі теорії фундаментальних взаємодій, астрофізики і космології                                                                                  | Відділення фізики і астрономії НАН України                          |
| Премія НАН України імені С. М. Гершензона             | 2003                  | Гершензон Сергій Михайлович            | за видатні наукові роботи в галузі молекулярної біології, молекулярної генетики та молекулярної біофізики                                                                          | Відділення біохімії, фізіології і молекулярної біології НАН України |
| Премія НАН України імені В. М. Глушкова               | 1982                  | Глушков Віктор Михайлович              | за видатні наукові роботи в галузі кібернетики, загальної теорії обчислювальних машин і систем                                                                                     | Відділення інформатики НАН України                                  |
| Премія НАН України імені М. С. Грушевського           | 1990                  | Грушевський Михайло Сергійович         | за видатні наукові роботи в галузі історичної україністики та соціології | Відділення історії, філософії та права НАН України                  |
| Премія НАН України імені О. С. Давидова               | 1997                  | Давидов Олександр Сергійович           | за видатні наукові роботи в галузі теоретичної і біологічної фізики | Відділення фізики і астрономії НАН України                          |
| Премія НАН України імені О. М. Динника                | 1972                  | Динник Олександр Миколайович           | за видатні наукові роботи в галузі механіки і машинобудування | Відділення механіки НАН України                                     |
| Премія НАН України імені М. М. Доброхотова            | 1997                  | Доброхотов Микола Миколайович          | за видатні наукові роботи в галузі металургії та матеріалознавства | Відділення фізико-технічних проблем матеріалознавства НАН України   |
| Премія НАН України імені А. О. Дородніцина            | 2007                  | Дородніцин Анатолій Олексійович        | за видатні наукові роботи в галузі комп'ютерної математики та обчислювальної техніки                                                                                               | Відділення інформатики НАН України                                  |
| Премія НАН України імені Д. К. Заболотного            | 1967                  | Заболотний Данило Кирилович            | за видатні наукові роботи в галузі мікробіології, вірусології, епідеміології | Відділення біохімії, фізіології і молекулярної біології НАН України |
| Премія НАН України імені Р. Є. Кавецького             | 2000                  | Кавецький Ростислав Євгенович          | за видатні наукові роботи в галузі експериментальної онкології | Відділення біохімії, фізіології і молекулярної біології НАН України |
| Премія НАН України імені Г. В. Карпенка               | 1987                  | Карпенко Георгій Володимирович         | за видатні наукові роботи в галузі фізико-хімічної механіки матеріалів і матеріалознавства                                                                                         | Відділення фізико-технічних проблем матеріалознавства НАН України   |
| Премія НАН України імені А. І. Кіпріанова             | 1987                  | Кіпріанов Андрій Іванович              | за видатні наукові роботи в галузі органічної хімії, хімії високомолекулярних сполук та хімічної технології                                                                        | Відділення хімії НАН України                                        |
| Премія НАН України імені Ф. М. Колесси                | 1997                  | Колесса Філарет Михайлович             | за видатні наукові роботи в галузі української фольклористики, етнології, народознавства та музикології                                                                            | Відділення літератури, мови та мистецтвознавства НАН України        |
| Премія НАН України імені В. П. Комісаренка            | 1996                  | Комісаренко Василь Павлович            | за видатні наукові роботи в галузі української патофізіології і ендокринології | Відділення біохімії, фізіології і молекулярної біології НАН України |
| Премія НАН України імені М. І. Костомарова            | 1992                  | Костомаров Микола Іванович             | за видатні наукові роботи в галузі історії та історичного джерелознавства | Відділення історії, філософії та права НАН України                  |
| Премія НАН України імені П. Г. Костюка                | 2012                  | Костюк Платон Григорович               | за видатні наукові роботи в галузі фізіології, біофізики і нейрофізіології | Відділення біохімії, фізіології і молекулярної біології НАН України |
| Премія НАН України імені М. Г. Крейна                 | 2007                  | Крейн Марко Григорович                 | за видатні наукові роботи в галузі функціонального аналізу і теорії функцій | Відділення математики НАН України                                   |
| Премія НАН України імені М. М. Крилова                | 1964                  | Крилов Микола Митрофанович             | за видатні наукові роботи в галузі нелінійної механіки та прикладної математики | Відділення математики НАН України                                   |
| Премія НАН України імені А. Ю. Кримського             | 1990                  | Кримський Агатангел Юхимович           | за видатні наукові роботи в галузі сходознавства | Відділення історії, філософії та права НАН України                  |
| Премія НАН України імені Г. В. Курдюмова              | 1997                  | Курдюмов Георгій В'ячеславович         | за видатні наукові роботи в галузі фізики металів та фізичного матеріалознавства                                                                                                   | Відділення фізики і астрономії НАН України                          |
| Премія НАН України імені М. О. Лаврентьєва            | 1997                  | Лаврентьєв Михайло Олексійович         | за видатні наукові роботи в галузі математики | Відділення математики НАН України                                   |
| Премія НАН України імені В. Є. Лашкарьова             | 1997                  | Лашкарьов Вадим Євгенович              | за видатні наукові роботи в галузі фізики напівпровідників та напівпровідникового приладобудування                                                                                 | Відділення фізики і астрономії НАН України                          |
| Премія НАН України імені С. О. Лебедєва (інформатика) | 1976                  | Лебедєв Сергій Олексійович             | за видатні наукові роботи в галузі обчислювальної техніки, приладобудування й створення засобів і систем автоматизації та управління                                               | Відділення фізико-технічних проблем енергетики НАН України          |
| Премія НАН України імені С. О. Лебедєва (енергетика)  | 1976                  | Лебедєв Сергій Олексійович             | за видатні наукові роботи в галузі обчислювальної техніки, приладобудування й створення засобів і систем автоматизації та управління                                               | Відділення інформатики НАН України                                  |
| Премія НАН України імені О. І. Лейпунського           | 2007                  | Лейпунський Олександр Ілліч            | за видатні наукові роботи в галузі ядерної енергетики | Відділення ядерної фізики та енергетики НАН України                 |
| Премія НАН України імені Д. З. Мануїльського          | 1972 (скасована 1992) | Мануїльський Дмитро Захарович          | за видатні наукові праці в галузі історії, філософії, держави і права | Відділення історії, філософії та права НАН України                  |
| Премія НАН України імені І. І. Мечникова              | 1946 (повторно 1995)  | Мечников Ілля Ілліч                    | за видатні наукові роботи в галузі мікробіології, імунології та геронтології | Відділення біохімії, фізіології і молекулярної біології НАН України |
| Премія НАН України імені Ю. О. Митропольського        | 2009                  | Митропольський Юрій Олексійович        | за видатні наукові роботи в галузі математики та нелінійної механіки | Відділення математики НАН України                                   |
| Премія НАН України імені В. С. Михалєвича             | 1997                  | Михалєвич Володимир Сергійович         | за видатні наукові роботи в галузі інформатики, теорії оптимізації і системного аналізу                                                                                            | Відділення інформатики НАН України                                  |
| Премія НАН України імені Н. Д. Моргуліса              | 2007                  | Моргуліс Наум Давидович                | за видатні наукові роботи в галузі фізики поверхні та фізичної і наноелектроніки                                                                                                   | Відділення фізики і астрономії НАН України                          |
| Премія НАН України імені З. І. Некрасова              | 1997                  | Некрасов Зот Ілліч                     | за видатні наукові роботи в галузі металургії | Відділення фізико-технічних проблем матеріалознавства НАН України   |
| Премія НАН України імені М. В. Остроградського        | 1997                  | Остроградський Михайло Васильович      | за видатні наукові роботи в галузі математики та математичних проблем механіки | Відділення математики НАН України                                   |
| Премія НАН України імені О. В. Палладіна              | 1973                  | Палладін Олександр Володимирович       | за видатні наукові роботи в галузі біохімії та молекулярної біології | Відділення біохімії, фізіології і молекулярної біології НАН України |
| Премія НАН України імені Є. О. Патона                 | 1964                  | Патон Євген Оскарович                  | за видатні наукові роботи в галузі створення нових металевих матеріалів і методів їх обробки                                                                                       | Відділення фізико-технічних проблем матеріалознавства НАН України   |
| Премія НАН України імені С. І. Пекаря                 | 1997                  | Пекар Соломон Ісакович                 | за видатні наукові роботи в галузі теорії твердого тіла | Відділення фізики і астрономії НАН України                          |
| Премія НАН України імені Г. С. Писаренка              | 2007                  | Писаренко Георгій Степанович           | за видатні наукові роботи в галузі міцності матеріалів і конструкцій | Відділення механіки НАН України                                     |
| Премія НАН України імені Л. В. Писаржевського         | 1939 (повторно 1964)  | Писаржевський Лев Володимирович        | за видатні наукові роботи в галузі хімії та хімічної технології | Відділення хімії НАН України                                        |
| Премія НАН України імені О. В. Погорєлова             | 2007                  | Погорєлов Олексій Васильович           | за видатні наукові роботи в галузі геометрії і топології | Відділення математики НАН України                                   |
| Премія НАН України імені О. О. Потебні                | 1997                  | Потебня Олександр Опанасович           | за видатні наукові роботи в галузі мовознавства, філософії, мови та народної творчості                                                                                             | Відділення літератури, мови та мистецтвознавства НАН України        |
| Премія НАН України імені І. К. Походні                | 2015                  | Походня Ігор Костянтинович             | за видатні роботи в галузі прикладного матеріалознавства | Відділення фізико-технічних проблем матеріалознавства               |
| Премія НАН України імені А. Ф. Прихотько              | 1997                  | Прихотько Антоніна Федорівна           | за видатні наукові роботи в галузі лазерної фізики, оптики та кристалографії | Відділення фізики і астрономії НАН України                          |
| Премія НАН України імені Г. Ф. Проскури               | 1974                  | Проскура Георгій Федорович             | за видатні наукові роботи в галузі енергетики | Відділення фізико-технічних проблем енергетики НАН України          |
| Премія НАН України імені М. В. Птухи                  | 1997                  | Птуха Михайло Васильович               | за видатні наукові роботи в галузі економіки і демографії, демографічної статистики                                                                                                | Відділення економіки НАН України                                    |
| Премія НАН України імені І. П. Пулюя                  | 1997                  | Пулюй Іван Павлович                    | за видатні наукові роботи в галузі прикладної фізики | Відділення фізики і астрономії НАН України                          |
| Премія НАН України імені Л. П. Симиренка              | 1980                  | Симиренко Левко Платонович             | за видатні наукові роботи в галузі садівництва, дендробіології та квітникарства | Відділення загальної біології НАН України                           |
| Премія НАН України імені К. Д. Синельникова           | 1974                  | Синельников Кирило Дмитрович           | за видатні наукові роботи в галузі ядерної фізики | Відділення ядерної фізики та енергетики НАН України                 |
| Премія НАН України імені М. Д. Стражеска              | 1991                  | Стражеско Микола Дмитрович             | за видатні наукові роботи в галузі лікування внутрішніх хвороб, кардіології | Відділення біохімії, фізіології і молекулярної біології НАН України |
| Премія НАН України імені С. І. Субботіна              | 1997                  | Субботін Серафим Іванович              | за видатні наукові роботи в галузі геофізики, гідрофізики, наукового приладобудування, метрології та фізики атмосфери                                                              | Відділення наук про Землю НАН України                               |
| Премія НАН України імені С. П. Тимошенка              | 1997                  | Тимошенко Степан Прокопович            | за видатні наукові роботи в галузі теоретичної та прикладної механіки | Відділення механіки НАН України                                     |
| Премія НАН України імені В. І. Толубинського          | 1997                  | Толубинський Всеволод Іванович         | за видатні наукові роботи в галузі теплофізики та теплотехніки | Відділення фізико-технічних проблем енергетики НАН України          |
| Премія НАН України імені В. І. Трефілова              | 2002                  | Трефілов Віктор Іванович               | за видатні наукові роботи в галузі фізики міцності і пластичності матеріалів | Відділення фізико-технічних проблем матеріалознавства НАН України   |
| Премія НАН України імені М. І. Туган-Барановського    | 1992                  | Туган-Барановський Михайло Іванович    | за видатні наукові роботи в галузі економіки | Відділення економіки НАН України                                    |
| Премія НАН України імені П. А. Тутковського           | 2007                  | Тутковський Павло Аполлонович          | за видатні наукові роботи в галузі геології, географії, океанології, геоекології, кліматології та метеорології                                                                     | Відділення наук про Землю НАН України                               |
| Премія НАН України імені Є. П. Федорова               | 1999                  | Федоров Євген Павлович                 | за видатні наукові роботи в галузі теоретичної та прикладної астрономії | Відділення фізики і астрономії НАН України                          |
| Премія НАН України імені І. Я. Франка                 | 1979                  | Франко Іван Якович                     | за видатні наукові роботи в галузі філології, етнології та мистецтвознавства | Відділення літератури, мови та мистецтвознавства НАН України        |
| Премія НАН України імені І. М. Францевича             | 1987                  | Францевич Іван Микитович               | за видатні наукові роботи в галузі фізичного матеріалознавства | Відділення фізико-технічних проблем матеріалознавства НАН України   |
| Премія НАН України імені М. Г. Холодного              | 1972                  | Холодний Микола Григорович             | за видатні наукові роботи в галузі ботаніки, фізіології та екології рослин | Відділення загальної біології НАН України                           |
| Премія НАН України імені В. М. Хрущова                | 1997                  | Хрущов Василь Михайлович               | за видатні наукові роботи в галузі електроенергетики та електротехніки | Відділення фізико-технічних проблем енергетики НАН України          |
| Премія НАН України імені В. Ю. Чаговця                | 2013                  | Чаговець Василь Юрійович               | за видатні роботи в галузі фундаментальної і прикладної фізіології | Відділення біохімії, фізіології і молекулярної біології НАН України |
| Премія НАН України імені Д. Ф. Чеботарьова            | 2008                  | Чеботарьов Дмитро Федорович            | за видатні роботи в галузі геронтології та геріатрії | Відділення біохімії, фізіології і молекулярної біології НАН України |
| Премія НАН України імені Д. І. Чижевського            | 1997                  | Чижевський Дмитро Іванович             | за видатні наукові роботи в галузі філософських наук | Відділення історії, філософії та права НАН України                  |
| Премія НАН України імені О. Г. Шліхтера               | 1972 (скасована 1992) | Шліхтер Олександр Григорович           | за видатні наукові праці в галузі економіки | Відділення економіки НАН України                                    |
| Премія НАН України імені І. І. Шмальгаузена           | 1993                  | Шмальгаузен Іван Іванович              | за видатні наукові роботи в галузі зоології, морфології, філогенії, екології тварин та біоніки                                                                                     | Відділення загальної біології НАН України                           |
| Премія НАН України імені Ф. І. Шміта                  | 2007                  | Шміт Федір Іванович                    | за видатні наукові роботи в галузі мистецтвознавства і культурології | Відділення літератури, мови та мистецтвознавства НАН України        |
| Премія НАН України імені Л. В. Шубникова              | 2001                  | Шубников Лев Васильович                | за видатні наукові роботи в галузі експериментальної фізики | Відділення фізики і астрономії НАН України                          |
| Премія НАН України імені В. Я. Юр'єва                 | 1964                  | Юр'єв Василь Якович                    | за видатні наукові роботи в галузі генетики і створення нових методів акліматизації, більш високоврожайних сортів сільськогосподарських культур та високопродуктивних порід тварин | Відділення загальної біології НАН України                           |
| Премія НАН України імені М. К. Янгеля                 | 1977                  | Янгель Михайло Кузьмич                 | за видатні наукові роботи в галузі прикладної і технічної механіки та ракетно-космічної техніки                                                                                    | Відділення механіки НАН України                                     |
| Премія НАН України імені Ф. Г. Яновського             | 1993                  | Яновський Феофіл Гаврилович            | за видатні наукові роботи в галузі терапії, клінічної бактеріології та імунології                                                                                                  | Відділення біохімії, фізіології і молекулярної біології НАН України |

Премії присуджують з різною періодичністю (переважно раз на 2-3 роки).